# Georg Thomas

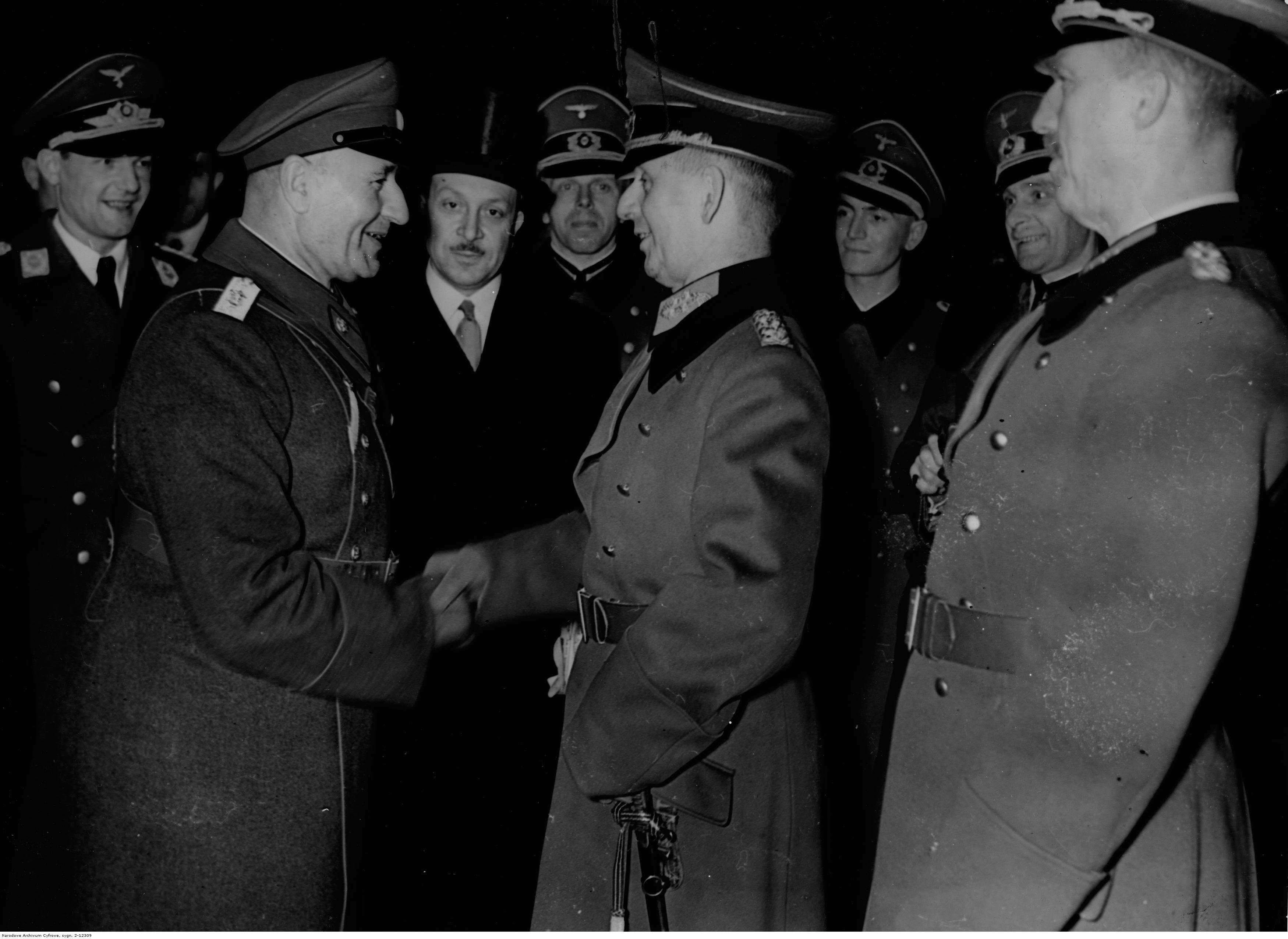
Georg Thomas (à direita) cumprimentando Nikola Mikhov (à esquerda)

Georg Thomas (20 de fevereiro de 1890 – 29 de dezembro de 1946) foi um general alemão do Terceiro Reich. Ele foi um dos principais responsáveis pelo planejamento e realização da exploração econômica da União Soviética, principalmente o Plano Fome. O papel de Thomas em conspirar contra Hitler levou alguns historiadores a descrevê-lo como um membro da resistência alemã, enquanto outros consideram sua atuação mais ambígua.

## Carreira
Thomas nasceu em Forst, na província de Brandenburgo, filho de um dono de uma fábrica local. Em 1908, juntou-se ao Regimento de Infantaria 63 como porta-estandarte, e tornou-se um soldado de carreira. A partir de 1928, ele lidou com questões de armamento no Heereswaffenamt, o gabinete do Ministério da Defesa responsável pelo armamento da Wehrmacht. Thomas continuou a trabalhar como Chefe do Heereswaffenamt entre 1928 e 1938, onde estudou intensamente a dinâmica da economia nacional e de preparações de guerra, empurrando para frente a ideia de uma "economia da defesa", isto é, a gestão dos recursos da Alemanha para o propósito de guerra, por uma comissão de planejamento central. Apesar de sua reticência quanto ao Nacional-Socialismo após a demissão do Coronel-General Werner von Fritsch sob falsas acusações de homossexualidade, Thomas manteve-se um importante membro do quadro de generais da Alemanha. No entanto, foi com a remoção de von Fritsch em 1938 que Thomas experimentou seu primeiro grande conflito interno com o nazismo. Especula-se que desde então ele tenha fomentado planos para um golpe de estado. Em 1939, ele se tornou chefe do Escritório de Defesa, Economia e Armamento do Oberkommando der Wehrmacht (OKW). Ele foi também membro do conselho diretor do grupo Kontinentale Öl AG, uma empresa de petróleo cujo objetivo era explorar petróleo em países ocupados, e da Reichswerke Hermann Göring, um grande conglomerado de ferro e aço.
Thomas, que desde 1940 tinha sido um general de infantaria, reconheceu desde o início que a capacidade da Alemanha em travar uma longa guerra era limitada pelo estado de sua economia. Como ele ainda tinha contato com seu ex-superior Ludwig Beck, bem como com Carl Friedrich Goerdeler e Johannes Popitz, desde 1938-39 ele começou a trabalhar no planejamento de golpe de estado militar contra Adolf Hitler. Quando a ameaça de guerra com as Potências Ocidentais tornou-se evidente, na esteira dos movimentos de Hitler para assegurar a Áustria e a Sudetenland, e com a iminente invasão da Polónia aguardando para acontecer, Thomas produzido um extenso relatório para Hitler, avaliando os riscos. A análise de Thomas era repleta de gráficos e estatísticas que demonstram a superioridade militar-econômica das Potências Ocidentais, mas Hitler recusou-se a aceitar tais argumentos e exclamou que "não compartilhava a ansiedade de Thomas sobre o perigo de uma guerra mundial, especialmente porque ele agora tinha a União Soviética a seu lado", referindo-se ao Pacto Molotov-Ribbentrop. As preocupações de Thomas com ataques provocando britânicos e franceses eram compartilhadas pelo General von Brauchitsch, o Coronel-General Halder, e Intendente Geral von Stülpnagel. Contudo, Hitler recusou-se a apoiar quaisquer atrasos ou a relutância de seu pessoal militar com seus planos, e, apesar de sólidos argumentos em contrário, intensificou os preparativos para o ataque.
Durante a fase de planejamento da Operação Barbarossa, a natureza pragmática e realista de Thomas levou-o a crer que uma guerra em grande escala com a União Soviética deveria ser adiada até que seus problemas logísticos fossem remediados. Thomas informou o Coronel-General Franz Halder, chefe do OKH, de que o ataque contra a União Soviética experimentaria atrasos logísticos devido ao fato de as ferrovias russas terem um calibre diferente das alemãs. Thomas também alertou Halder da insuficiência alemã de pneus para veículo de transporte, e, mais significativamente, revelou que eles (os alemães) só dispunham do equivalente a dois meses de óleo combustível e gasolina para apoiar o avanço de assalto. Inexplicavelmente, Halder não transmitiu essas informações a Hitler e, quando Thomas tentou fazê-lo por si mesmo, o Marechal de Campo Wilhelm Keitel interveio e impediu que o relatório se difundisse.
 Respostas logo chegaram a Thomas, e ninguém menos que o Reichsminister Hermann Göring disse-lhe para não se preocupar com o uso dos recursos da Alemanha, pois "logo eles seriam mestres da França, Bélgica e Holanda". Ele também acrescentou que eles iriam saquear todos os recursos disponíveis nos "territórios capturados".
Em novembro de 1942, Thomas renunciou do Departamento de Economia da Defesa e Armamento. Por essa época Albert Speer e o seu Ministério do Armamento haviam tomado para si quase todas as competências em matéria de problemas de armamento. Durante o outono de 1943 (Paulus rendeu-se em Stalingrado em janeiro de 1943), Hitler pediu uma projeção sobre o progresso que se podia esperar da Alemães no curto prazo. O Chefe da Equipe de Operações do OKW, Coronel-General Alfred Jodl, apresentou o relatório que Hitler ordenara, mas Hitler irritou-se, respondendo em tom irônico e fazendo referência aos cálculos anteriores feitos pelo General Thomas, que segundo ele "avaliavam o potencial soviético como alto". Como resultado da avaliação negativa sobre o futuro da campanha no leste, Hitler proibiu o OKW de realizar novos estudos de guerra. Fontes indicam que Thomas tentou em várias ocasiões, sempre sem sucesso, trazer o círculo de generais alemães e Hitler de volta à realidade sobre as perspectivas alemãs a longo prazo. O pragmatismo de Thomas provavelmente contribuiu para sua desilusão com o regime e a sua liderança, talvez levando-o a acreditar que um golpe de estado seria necessário para evitar que a Alemanha fosse totalmente aniquilada. No entanto, Thomas participou do planejamento e da brutal exploração do teatro de guerra no leste, tornando, assim, suas ações e intenções ambíguas e difíceis de serem interpretadas. Muitos historiadores têm sido reticentes em retratar Thomas como um combatente da resistência alemã, e um deles comenta que a resistência de Thomas "foi um contra uma política que levava à derrota, e não contra o regime em si", mesmo que mais tarde ele tenha sido implicado na operação Walküre.
Após falhar a tentativa de assassinato de Hitler na Wolfsschanze na Prússia Oriental, em 20 de julho de 1944, todos os planos antigos de Thomas, de 1938-39, foram encontrados. Isso levou-o à prisão em 11 de outubro de 1944, seguida de estadias nos campos de concentração de Flossenbürg e Dachau. No final de abril de 1945 ele foi transferido para a região do Tirol juntamente com cerca de 140 outros presos proeminentes, onde a SS abandonou-os. Eles foram liberados pelo Quinto Exército dos EUA em 5 de maio de 1945. Thomas morreu sob custódia dos Aliados, em 1946.

## Papel no Plano Fome
Thomas tem sido descrito como alguém que por vezes "flertou com a oposição à guerra de Hitler", mas que, fundamentalmente, foi um "implacável pragmático", cuja única preocupação era "o futuro da Alemanha como grande potência". Como tal. ele envolveu-se profundamente com a elaboração da política Nazi para os territórios ocupados da União Soviética, que, essencialmente, foi projetada para explorar todos os recursos locais em benefício da Alemanha e de suas forças armadas, em detrimento das mortes por fome de milhões de pessoas. Isto tornou-se conhecido como Plano Fome. Thomas trabalhou em estreita colaboração com Herbert Backe, o chefe de fato da agricultura Nazi, no desenvolvimento deste plano. Em 2 de maio de 1941 Thomas realizou uma reunião de alto nível para rever essa estratégia. Um memorando interno da Wehrmacht preparado por sua equipe descreveu essas políticas e reconheceu que "se nós [Alemanha Nazi] tomarmos o que precisamos do país [a União Soviética], sem dúvida muitos milhões de pessoas morrerão de fome". Este memorando tem sido descrito como:
... um dos mais extraordinários registros documentais da história do regime Nazi. Em linguagem muito mais explícita do que jamais utilizada em relação à questão judaica, todos as principais órgãos do estado alemão concordaram com um programa de assassinatos em massa que fez parecer insignificante aquele que seria proposto por Heydrich à reunião de Wannsee, nove meses depois.
O historiador Christopher Browning escreve que, em 2 de maio de 1941, representantes de vários ministérios reuniram-se com Thomas e concordaram em tornar prioridade o abastecimento do exército alemão com alimentos da Rússia, e o envio de outros produtos agrícolas essenciais, incluindo grãos, para a Alemanha. Ao fazê-lo, Thomas laconicamente afirmou que "muitos milhões de pessoas irão morrer de fome, se extrairmos tudo o que nos é necessário do país."

Embora o memorando não estime quantos milhões de pessoas morreriam, Backe afirmou que a "população excedente" da União Soviética era de 20 a 30 milhões de pessoas. A política alemã para a invasão, e instruções para passadas às tropas, foram deliberadamente calculadas para matar esses 20 a 30 milhões de pessoas pela fome ou forçá-las a fugir para a Sibéria.